# 中银大厦 (宁波)
中银大厦，是浙江省宁波市的一座摩天大楼，位于宁波东部新城，高246米，总建筑面积14.5万平方米，地上建筑面积10.9万平方米，地下建筑面积3.6万平方米，共49层，由SOM建筑设计事务所设计，于2009年11月13日开工，2017年完工，2018年启用，为中国银行宁波分行总部所在地，位于裙楼和大厦1层至18层、48层至49层，20层至32层为出租办公楼层，33至47层由宁波东部新城开发投资有限公司自持，塔楼设计为圆角三角型，并逐层内敛100毫米，每一层都旋转1度，绕着中心旋转，外形创意源自古希腊著名雕像《掷铁饼者》，扭转圆润的外观隐喻地表明建筑所蕴含的能量，如同雕像塑造铁饼投掷一刹那是运动员全身所蕴含的张力。

## 电梯配置
宁波中银大厦电梯配置列表（一律采用迅达高速升降机）
- OP1-OP7（7部来往3/F-18/F之办公电梯）：1、3-18（OP5-OP7可停B3-B1、BM）
- OP8-OP13（6部来往20/F-32/F之办公电梯）：1、20-32
- OP14-OP17（4部来往34/F-47/F之办公电梯）：1、34-44、46-47
- EX1（1部中银行政办公区贵宾专用电梯）：B1、1、3、15、48-49
- FS1（1部大型载货电梯）：B3-B1、BM、1-49
- FS2（1部消防及服务电梯）：B3-B1、BM、1-49
- PL1-PL2（2部中银营业厅专用摆渡电梯）：B3-B1、1-4